# Rosenrevolutionen
Rosenrevolutionen (georgiska: ვარდების რევოლუცია) kallas den fredliga revolution i Georgien år 2003 som ledde till att Eduard Sjevardnadze avgick som president och ersattes av en ny, demokratiskt vald regering. Namnet Rosenrevolutionen kommer av att många av demonstranterna använde rosor som symbol under protesterna.

## Bakgrund
Georgien styrdes sedan 1992 av den ryskvänlige Eduard Sjevardnadze (president från 1995), vars regim alltmer kom att präglas av en genomträngande korruption och hämmad ekonomisk tillväxt. Landet var fortfarande mycket fattigt i jämförelse med europeiska mått. Två ryskstödda utbrytarrepubliker (Abchazien och Sydossetien) stod utanför centralregeringens kontroll, liksom den autonoma republiken Adzjarien som styrdes av dess "starke man" Aslan Abasjidze. Den politiska och ekonomiska krisen var nära att nå sin kulmen strax innan parlamentsvalen som utlysts till den 2 november 2003. Sjevardnadzes politiska allians, "För ett nytt Georgien", och Abasjidzes "Unionen för demokratiskt återupprättande i Georgien" stod mot oppositionspartierna "Förenade nationella rörelsen" (under ledning av Micheil Saakasjvili) och "Burjanadzedemokraterna" (under ledning av Nino Burdzjanadze och Zurab Zjvania).

## Händelseförlopp

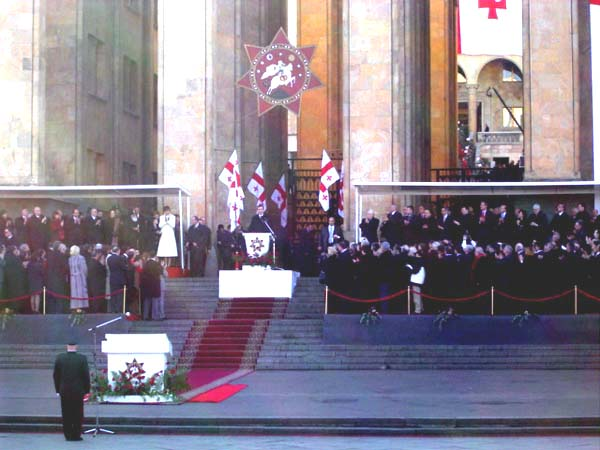
Micheil Saakasjvili svärs in som Georgiens nye president den 25 januari 2004

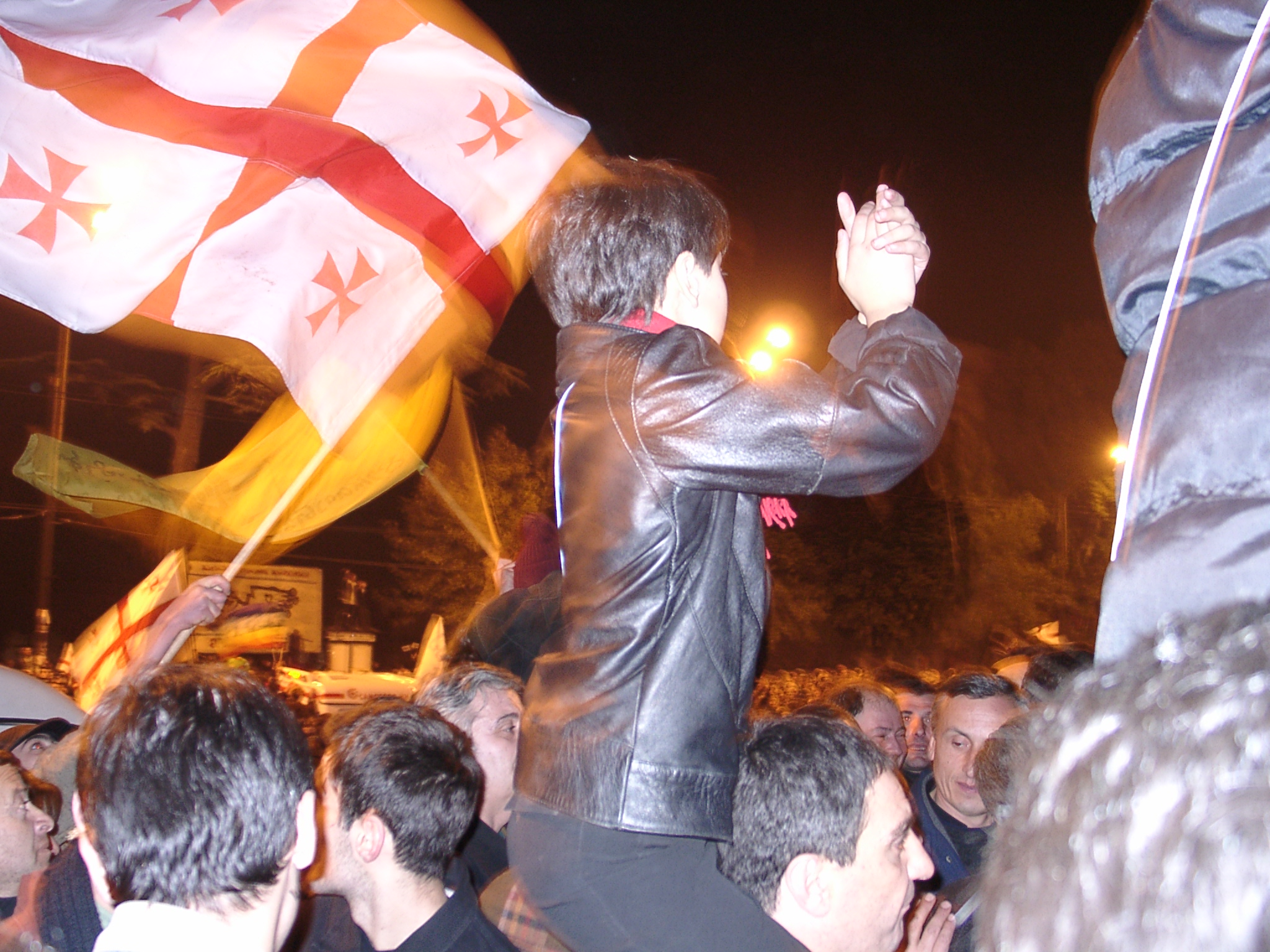
Rosenrevolutionen i Georgien år 2003

Parlamentsval hölls som planerat den 2 november. Enligt det officiella valresultatet från den georgiska valkommissionen vanns valet av Sjevardnadze. Valet fick dock hård kritik av både nationella och internationella valobservatörer för att vara kraftigt riggade till fördel för Sjevardnadze, en kritik som stöddes av de oberoende valundersökningar visade på en klar seger för Saakasjvili. Saakasjvili och den förenade oppositionen vägrade att godta det officiella valresultat och uppmanade georgier att demonstrera mot regeringen samtidigt som man krävde nyval. I mitten av november inleddes massiva, regeringskritiska demonstrationer i de centrala delarna av huvudstaden Tbilisi, vilka snart spreds till alla de övriga större städerna i landet. Kulmen av protesterna nåddes den 22 november, dagen då det nya parlamentet skulle installeras. Samma dag gick oppositionssupportrar, ledda av Micheil Saakasjvili, in i parlamentsbyggnaden och avbröt ett tal av president Sjevardnadze, vilken tvingades lämna byggnaden tillsammans med sina livvakter. Sjevardnadze utlyste därefter undantagstillstånd i landet och började mobilisera militär och polis utanför sitt residens i Tbilisi. Elitförbanden inom militären vägrade emellertid att stödja regeringen. Den 23 november anordnades, på initiativ av Rysslands utrikesminister Igor Ivanov, ett möte mellan president Sjevardnadze och företrädare för oppositionen för att diskutera situationen. Efter att mötet avslutats meddelade Sjevardnadze sin avgång som president, vilket möttes av ett stort jubel bland de över 100 000 demonstranterna i Tbilisi. Resultatet från parlamentsvalet ogiltigförklarades också därefter av Georgiens högsta domstol. 
Parlamentets talman Nino Burdzjanadze övertog tillfälligt presidentposten i väntan på presidentvalet som utlysts till den 4 januari 2004. I presidentvalet vann Micheil Saakasjvili en jordskredsseger och kunde sväras in som Georgiens nye president den 25 januari. Nya parlamentsval hölls den 28 mars och resulterade i en överväldigande seger för den Saakasjvilistödda Enade Nationella Rörelsen.

## Adzjarien
I maj 2004 inträffade den så kallade "andra rosenrevolutionen" i staden Batumi i den autonoma regionen Adzjarien, efter en lång tids spänningar mellan den nya regeringen och Adzjariens enväldige ledare Aslan Abasjidze. Tusentals adzjarier demonstrerade mot Abasjidzes separatistiska och militaristiska politik. Abasjidze försökte med hjälp av säkerhets- och paramilitära styrkor skingra demonstranterna, som dock fortsatte att öka i omfattning. Den 6 maj 2004 samlades demonstranter från hela Adzjarien i Batumi trots att de skingrats av säkerhetsstyrkor dagen innan. Efter förhandlingar mellan Georgiens och Adzjariens inrikesministrar tvingades Abasjidze till slut att dra tillbaka sina styrkor. Abasjidze valde att avgå och flydde till Moskva. Efterföljande dag besökte president Saakasjvili Batumi där han mottogs som en befriare av firande adzjarier.

## Källa
- Mikaberidze, Alexander (2007) (på engelska). Historical dictionary of Georgia. Historical dictionaries of Europe ; no. 50. Lanham, Md.: Scarecrow Press. Libris 10464509. ISBN 978-0-8108-5580-9